# Hilary Hahn
Hilary Hahn (sinh ngày 27 tháng 11 năm 1979) là một nghệ sĩ vĩ cầm người Mỹ. Trong sự nghiệp quốc tế năng động của mình, cô đã biểu diễn trên toàn thế giới với tư cách như một nghệ sĩ độc tấu với các dàn nhạc và chỉ huy dàn nhạc và là một nhà biểu diễn. Cô cũng đã xây dựng được danh tiếng để quảng bá âm nhạc đương đại. Một số nhà soạn nhạc đã viết những tác phẩm đặc biệt cho cô, bao gồm cả các concerto của Edgar Meyer và Jennifer Higdon và các tổ khúc của Antón García Abril.

## Thiếu thời và giáo dục
Hahn sinh ra ở Lexington, Virginia vào ngày 27 tháng 11 năm 1979. Cô bắt đầu chơi vĩ cầm một tháng trước sinh nhật thứ tư của cô trong Chương trình Suzuki của Viện Peabody Baltimore. Cô tham gia vào lớp học Suzuki trong một năm. Từ năm 1985 đến đầu năm 1990, Hahn học tại Baltimore dưới sự chỉ bảo của cô Klara Berkovich. Năm 1990, lúc 10 tuổi, Hahn được nhận vào Học viện Âm nhạc Curtis ở Philadelphia, nơi cô trở thành sinh viên của thầy Jascha Brodsky. Hahn học với Brodsky trong bảy năm và đã học được các luyện khúc của Kreutzer, Ševčík, Gaviniès, Rode và Caprices của Paganini. Cô đã học được hai mươi tám concerto violon, cũng như các chương trình độc tấu, tác phẩm thính phòng, và các loại biểu diễn.
Năm 1991, ở tuổi mười một, Hahn xuất hiện lần đầu với Dàn nhạc Giao hưởng Baltimore. Chẳng bao lâu sau đó, Hahn ra mắt với Dàn nhạc Philadelphia, [5] Dàn nhạc Giao hưởng Cleveland, Dàn nhạc Giao hưởng Pittsburgh và Dàn nhạc Giao hưởng New York. Hahn ra mắt quốc tế vào năm 1994, trình diễn Bernstein Serenade tại Hungary với Ivan Fisher và Dàn nhạc Budapest Festival. Lần ra mắt tại Đức của cô vào năm 1995 với màn trình diễn Beethoven Violin Concerto với Lorin Maazel và dàn nhạc của Dàn nhạc Giao hưởng Bavarian. Buổi hòa nhạc được phát sóng ở châu Âu. Một năm sau, Hahn ra mắt tại Carnegie Hall ở thành phố New York với tư cách nghệ sĩ độc tấu với Dàn nhạc Philadelphia. Trong một cuộc phỏng vấn năm 1999 với tạp chí Strings, Hahn đã trích dẫn những người có ảnh hưởng lớn đến sự phát triển của cô với tư cách một nhạc công và một sinh viên, trong đó có David Zinman, nhạc trưởng của Dàn nhạc Giao hưởng Baltimore và người dẫn dắt của Hahn kể từ khi cô lên 10 tuổi, và Lorin Maazel, với Dàn nhạc Giao hưởng Bavarian Radio Symphony Orchestra mà cùng cô đã biểu diễn ở châu Âu.

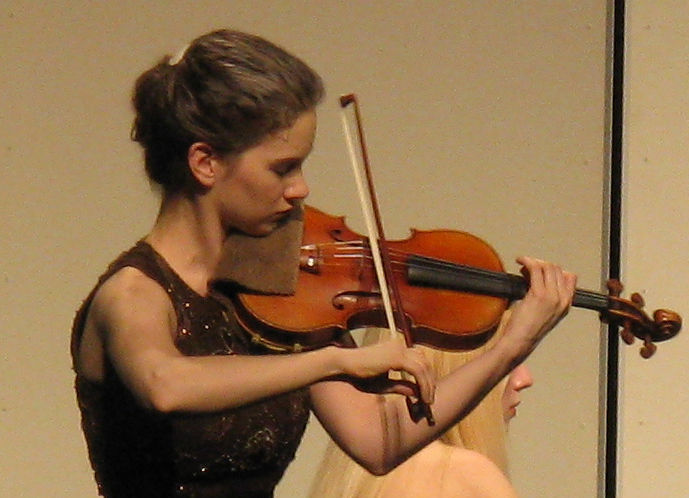
Hahn trong 1 biểu diễn cùng với Valentina năm 2009.

Khi mười sáu tuổi, Hahn đã hoàn thành các khóa học yêu cầu của trường đại học Curtis, nhưng được chọn giữ lại trong nhiều năm để theo đuổi các khóa học tự chọn, cho đến khi tốt nghiệp vào tháng 5 năm 1999 với bằng Cử nhân Âm nhạc. Trong thời gian này, cô đã tập violin với thầy Jaime Laredo, và nghiên cứu âm nhạc thính phòng với thầy Felix Galimir và thầy Gary Graffman. Cô xuất hiện trên Mister Rogers 'Neighborhood, vào tháng 2 năm 2000, thảo luận về những kinh nghiệm ban đầu của cô với violin và biểu diễn độc tấu và song tấu. Trong một cuộc phỏng vấn tháng 12 năm 2001 trên PBS, Hahn đã tuyên bố rằng tất cả các khoản về âm nhạc, cô ấy quan tâm nhiều nhất đến trình diễn.
Vào ngày 17 tháng 3 năm 2015, Hahn đã thông báo trên Facebook rằng cô và chồng cô đang sắp có một đứa trẻ. Cô sinh đứa bé vào tháng 8 và đặt tên cho cô bé là Zelda.

## Sự nghiệp âm nhạc
Hahn bắt đầu thu âm vào năm 1996. Cô đã phát hành 16 album với nhãn hiệu của Deutsche Grammophon và Sony, ngoài ba đĩa DVD, cô còn có một đĩa nhạc phim được đề cử Oscar, một bản thu âm đã giành giải thưởng cho trẻ em và nhiều đĩa sưu tập khác nhau. Các bản thu âm của cô thường được đánh dấu bằng cách pha trộn các phần mới và truyền thống. Album của cô bao gồm các cặp như Beethoven với nhạc trưởng Leonard Bernstein, Schoenberg và Sibelius, Brahms với Stravinsky, và Tchaikovsky với Jennifer Higdon.
Hahn đã chơi với các dàn nhạc như Dàn nhạc Giao hưởng London, Dàn nhạc Giao hưởng New York, Dàn nhạc Giao hưởng Boston, Dàn nhạc Hoàng gia Concertgebouw, dàn nhạc Giao hưởng NHK và Dàn nhạc Giao hưởng Singapore. Cô ra mắt với Dàn nhạc Giao hưởng Chicago vào tháng 3 năm 2007, và biểu diễn tại thành phố Vatican như một phần của lễ kỷ niệm cho Đức Giáo hoàng Benedict XVI cùng với Dàn nhạc Giao hưởng Radio Stuttgart và nhạc trưởng Gustavo Dudamel, cũng vào năm 2007. Buổi hòa nhạc được thu âm và phát hành bởi Deutsche Grammophon.
Ngoài việc là một nghệ sĩ viôlông độc tấu, Hahn cũng đã biểu diễn như một nhạc sĩ thính phòng. Kể từ mùa hè năm 1992, cô đã biểu diễn gần như hàng năm với Liên hoan Âm nhạc Thính phòng Skaneateles ở Skaneateles, New York. Từ năm 1995 đến năm 2000, cô biểu diễn và nghiên cứu âm nhạc thính phòng tại Liên hoan Âm nhạc Marlboro ở Vermont, và năm 1996 cô là một nghệ sĩ và là thành viên của chương trình cố vấn âm nhạc thính phòng của Hiệp hội Âm nhạc Thính phòng của Lincoln Center. [3] Năm 2004, cô lưu diễn tại Saint Petersburg, Nga, với bộ ba Poulenc.
Ngày 14 tháng 1 năm 2010, Hahn xuất hiện trên The Tonight Show với Conan O'Brien cho một cuộc phỏng vấn ủng hộ album của cô, Bach: Violin & Voice.
Hahn đã quan tâm đến sự hợp tác giữa các thể loại và xóa nhòa ranh giới âm nhạc. Cô bắt đầu biểu diễn và lưu diễn hợp tác với ca sĩ-nhạc sĩ Josh Ritter vào năm 2007 và với ca sĩ-nhạc sĩ Tom Brosseau vào năm 2005. Cô ấy đã thu âm các bài hát với ban nhạc "... And You Will Know Us By the Trail of Dead". Năm 2012, Hahn phát hành một album với nghệ sĩ dương cầm người Đức và nhà soạn nhạc Hauschka có tựa đề Silfra. Các bài hát trên đĩa được ứng biến hoàn toàn. Silfra được sản xuất bởi Valgeir Sigurðsson. Theo Hahn, "Các nhạc sĩ khác thường xuyên vượt qua các thể loại. Đối với tôi, nó không phải là sự giao nhau - tôi chỉ bước vào thế giới của họ. Nó giúp bạn suy nghĩ theo một cách khác với những gì bạn đã được đào tạo để làm."
Vào tháng 6 năm 2014, Hahn đã được trao giải Glashütte Original MusikFestspiel-Preis của Liên hoan Âm nhạc Dresden.
Bắt đầu từ năm 2016, Hahn đã thử nghiệm các buổi hòa nhạc miễn phí cho các bậc cha mẹ có trẻ sơ sinh, những nhóm tình thân, một hội thảo khiêu vũ cộng đồng, một lớp học yoga và các sinh viên nghệ thuật. Cô có kế hoạch tiếp tục tạo ra những buổi hòa nhạc cộng đồng, khuyến khích mọi người kết hợp biểu diễn trực tiếp với các sở thích của họ bên ngoài phòng hòa nhạc và tạo cơ hội cho cha mẹ nghe nhạc với trẻ sơ sinh, những người có thể bị cấm tham gia các buổi hòa nhạc truyền thống.